# 都匀专区
都匀专区，贵州省已撤消的专区。
1952年由独山专区改名。在今贵州省东南部。辖都匀、独山、平塘、三都、麻江、荔波、黎平、榕江、从江、平越等10县及丹寨县苗族自治区。专员公署驻都匀县（今市）。1953年平越县改名福泉县。1956年撤销，辖区分别划入黔南布依族苗族自治州、黔东南苗族侗族自治州及安顺专区。 